# Nicky Adler
Pour les articles homonymes, voir Adler.
Nicky Adler est un footballeur allemand né le 23 mai 1985 à Leipzig en Allemagne qui évolue actuellement au SV Sandhausen.
Adler a joué deux fois pour l'équipe nationale des moins de 19 ans et quatorze fois pour les moins de 20 ans (marquant quatre buts).

## Palmarès
Vierge